# Городець Остерський

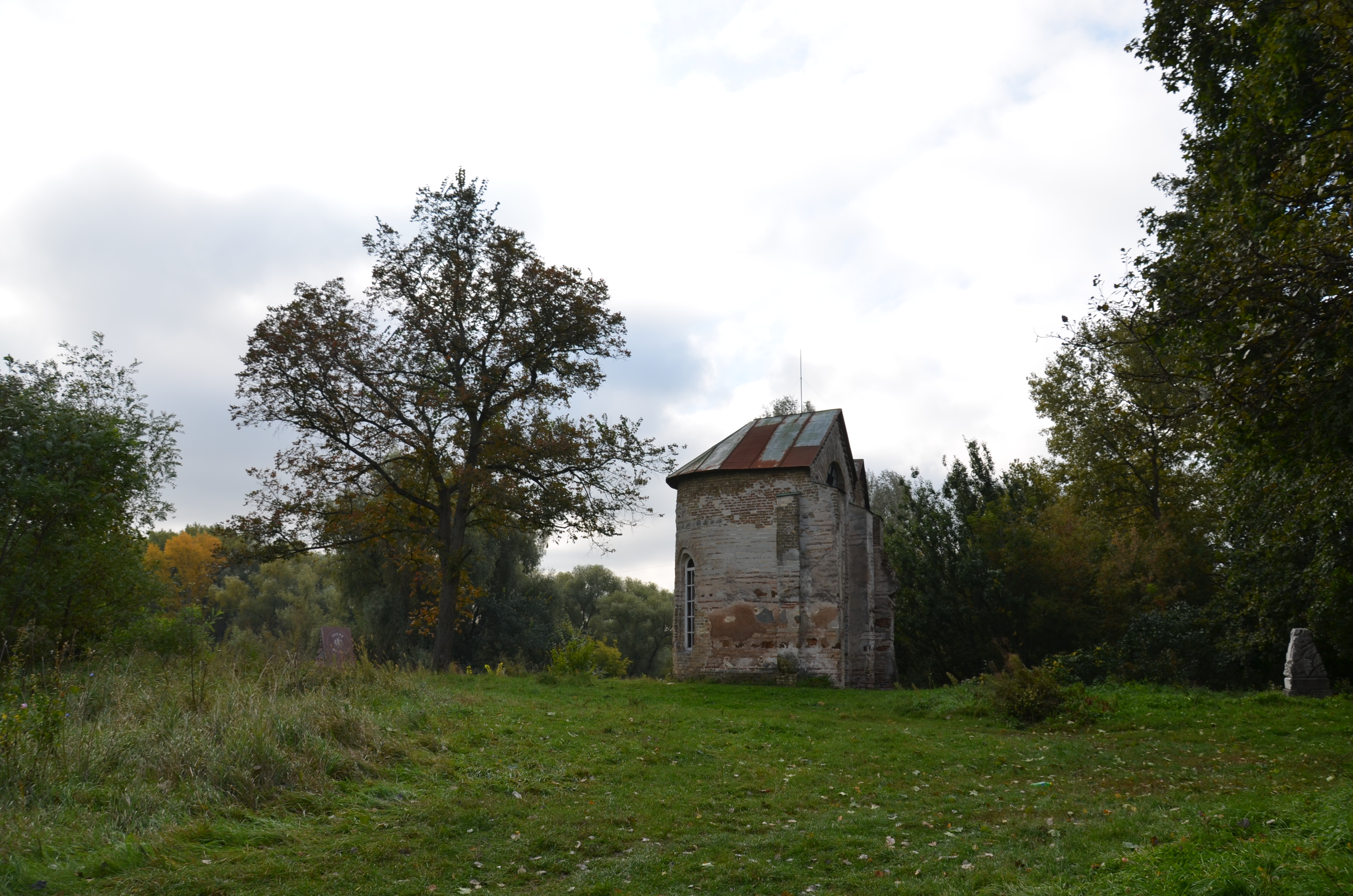
Сучасний вигляд дитинця Городця Остерського

Городець Остерський — укріплене середньовічне місто часів Київської Русі, яке існувало на території сучасного міста Остер у Чернігівській області. Уперше згадане в Іпатіївському літописі під 1098 роком, коли князь Володимир Мономах спорудив у ньому нові укріплення. Незважаючи на географічну близькість до Чернігова, місто входило до складу Переяславського князівства. 

## Історія

### Заснування
За даними археологічних досліджень, Городець Остерський заснований наприкінці Х століття в процесі містобудівної діяльності великого князя київського Володимира Святославича з укріплення південних регіонів Русі. Перша літописна згадка про Городець з'являється в Іпатіївському літописі 1098 рокку. У джерелі місто згадується як новозасноване поселення на річці Остер, яке заснував Володимир Мономах. Літопис також містить відомості про тогочасні політичні події та спорудження кам’яної церкви в Переяславі.

### Політична роль
Городець - важливий опорний пункт Переяславського князівства на стику з Чернігівською та Київською землями. Як зазначає історик Ігор Кондратьєв, місто було розташоване на перехресті політичних інтересів Києва, Чернігова та Переяслава. Після смерті Володимира Мономаха у 1125 році Городець офіційно увійшов до складу Переяславського князівства як удільне місто. Під час князівських усобиць ХІІ століття Городець Остерський використовувався Мономашичами для перегрупування та концентрації сил у боротьбі за київський стіл, зустрічей («снемів») зі своїми союзниками.
У середині XII століття Городець використовувався Юрієм Долгоруким як опорний пункт у боротьбі за київський престол. Місто неодноразово зазнавало нападів, зокрема в період 1140–1150 років було обложене чотири рази. Не раз (1140, 1147, 1148, 1150) брався в облогу київськими князями, але лише 1152 був захоплений і спалений київським князем Ізяславом Мстиславичем.

### Відбудова і занепад
Після понад 40 років запустіння, у 1195 році Городець був відбудований Всеволодом Юрійовичем. Однак подальшого значного розвитку місто не досягло. Ймовірно, у середині XIII століття воно було зруйноване під час навали хана Батия. Протягом кількох століть згадки про місто зникають з писемних джерел.
Після завершення Литовсько-московської війни1500-1503 років Остер опинився на кордоні, що зумовило зростання його стратегічної важливості. У 1538 році віленський воєвода Альбрехт Гаштольд, який був останнім приватним власником Остра, звів дерев'яний замок на місці давнього городища. Виникає укріплене поселення з дерев'яною фортецею («острогом») з 8 вежами, оточеної валом і ровом. Фортеця виконувала прикордонну функцію між Великим князівством Литовським і Московським князівством. Згідно з описом 1552 року, в Острі налічувалося 85 боярських і міщанських господарств, а також дві церкви (Іванівська та Михайлівська).
З 1562 по 1565 роки містом  править  Філон Кміта, Остерський урядник та дуже талановитий полководець. У битві під Остром він з кінним загоном в триста козаків розгромив двотисячне військо московитів.
Через зміну течії Десни виникла необхідність перенести замок і місто на виступ мис, утворений злиттям Десни та її притоки Попівки. Новий замок був закінчений у 1571 році, проте старий ще певний час використовувався.

## Оборонні споруди
Археологічні дослідження XIX–XX століть засвідчили, що літописний Городець розташовувався на лівобережній терасі річки Остер. Його фортифікаційна система складалася з чотирьох ліній укріплень загальною площею понад 60 гектарів. Найстаріша частина міста — дитинець — займала площу близько 0,75 га (укріплення не збереглися), розташованого на невисокому (бл. 10 м) останці лівого берега ріки Остер (притока Десни, басейн Дніпра), окольного граду (площа — бл. 4 га, довжина валів — понад 600 м, заввишки — до 4 м), що прилягав до нього з півночі, та ще двох смуг укріплень, які концентричними півколами охоплювали з півночі попередні укріплення, захищаючи міські райони площею 25 та 30 га, відповідно. Загальна укріплена площа міста перевищувала 60 га, що дає змогу вважати його однією з найпотужніших фортець регіону. Виявлено сліди валів, ровів і пожежі 1152 року, а також реконструкції 1195 року. Зокрема, Юрієва божниця, ймовірно, виконувала функцію кутової башти.
На території дитинця була розміщена Михайлівська церква (Юр'єва божниця) — одноапсидна, однобанева, тринефна, одностовпна, споруджена з плінфи та брил пісковику в техніці змішаної кладки зі схованим рядом. 1753 згоріла від удару блискавки і незабаром була зруйнована обвалами підмитих водами ріки Остер схилів тераси. На початку ХІХ століття рештки її розібрані, за винятком апсиди, у якій збереглися залишки фрескових розписів ХІІ століття. 

## Дослідження
Перші наукові спроби локалізації городища здійснив у 1810 році К. Бороздін. Надалі пам’ятку досліджували чернігівський історик М. Марков та експедиція Імператорської археологічної комісії під керівництвом В. Беренштама у 1889 році. Значні розкопки відбувалися у 1920-х роках під керівництвом А. Г. Розанова та у 1970-х роках. Городище також досліджувалося В. Богусевичем та А. Козаковим; рештки храму — М. Константиновичем, М. Макаренком та іншими. Хронологію досліджень систематизувала чернігівська науковиця Людмила Ясновська.